# NGC 6698
NGC 6698 – grupa gwiazd znajdująca się w gwiazdozbiorze Strzelca, prawdopodobnie gromada otwarta. Odkrył ją William Herschel 12 lipca 1784 roku. Znajduje się w odległości ok. 3750 lat świetlnych od Słońca oraz 24 tys. lat świetlnych od centrum Galaktyki. Pozycja gromady zbliżona jest do pozycji podanej przez Herschela (z uwzględnieniem precesji), jednak The NGC/IC Project, a także NASA/IPAC Extragalactic Database jako NGC 6698 identyfikują inną grupę gwiazd położoną ok. 25' na północ.